# Super DuckTales
Super DuckTales é uma série de cinco partes da série DuckTales. Arejou primeiro no Maravilhoso Mundo Disney, como um filme de duas horas, onde introduziu Fenton Crackshell e seu alterhego, Gizmopato.

## Enredo

### parte 1: "assetatos Líquidos"
Neste episódio, os irmãos Metralha sabotam as plantas da nova autoestrada de Patópolis, fazendo a autoestrada passar pela caixa-forte. Quando Patinhas Mc Patinhas descobrir este evento, decide-se mover o edifício, mas necessita um contabilista. Fenton Crackshell, um contador do feijão da fábrica de feijão Mc Patinhas, é contratado como contabilista de Patinhas. Fenton, por ironia do destino, esvazía a caixa e coloca todos os milhões no lago Doughbegone. Os Metralhas, querendo dar o dinheiro de Patinhas Scrooge como presente de aniversário da Mãe Metralha, destroem a represa e todo o dinheiro, junto com Fenton, é arrastado pela água.

### parte 2: “Assetato congelados”
Na mansão mansão Mc Patinhas, Patinhas decide congelar seu dinheiro e usar uma garra gigante levantada por helicopteros para puxar isto. Quando os assetatos estiverem congelados, uma garra gigante puxada por helicopteros levanta o gelo. Patinhas preocupou-se porque já não pode ver a caixa desde da sua mansão e pede Prof. Pardal para inventar um robô que protegesse a caixa. Entretanto, Fenton perde a número um numa linha telefónica. Quando for à sede da empresa recuperá-la, descobre que a moeda caiu nas mãos dos Metralhas. Na cabine do Pardal, Fenton veste um fato robótico e transforma-se Gizmoduck. Gizmoduck recupera a número um e voa para que a caixa-forte para que a entregue ao Patinhas.

### parte 3: “Pato cheio do metal”
Todos em Patópolis estão a começar a gostar de Gizmoduck, especialmente Huguinho, Zezinho e Luisinho. Entretanto, os irmãos Metralha não gostam de GizmoDuck porque suas esperanças de roubar Patinhas tinham terminado. As plantas dos bandidos para que Patinhas lhes dê seu dinheiro, prendendo os sobrinhos na estátua de Patópolis, torturando os com música típica da 
Escócia. Fenton retorna ao seu lar, onde sua mãe desactiva acidentalmente fato usando o controle remoto da tevê. Fenton veste novamente o terno usando a passworde e salva os sobrinhos. Megabyte, um gênio da família Metralha, consegue criar um controle remoto que usa para que Gizmoduck roube para ele e a sua ambiciosa mãe. Os cidadãos protestam fora da mansão do Tio Patinhas: dentro da mansão, os sobrinhos não acreditam que Gizmoduck se possa ter tornado um criminoso. Exatamente nesse momento, Gizmoduck está entregando a caixa forte à Mãe Metralha.

### parte 4: “O clube dos Irmãos Metralhas Bilionários”
A família Metralha esconde rapidamente a caixa-forte como uma fábrica de Donuds, antes que o tio Patinhas venha buscá-la. Agora que são ricos, os Metralhas saem para comprar tudo o que sempre quiseram ter. Uma daquelas coisas, era a mansão do tio Patinhas que ele foi obrigado a vender porque já não pode pagar os impostos. A família pato é obrigado a ir dormir na casa do Capitão Bóing onde Patinhas chora pela perda de sua fortuna. Os sobrinhos Huguinho, Zezinho e Luisinho invadem a mansão para tentar encontrar o dinheiro. Na manhã seguinte, Patinhas vai à mansão com o Coronel Cintra para prender os Irmãos Metralhas mas devido a que eles têm influência na cidade o Coronel prende Patinhas preferivelmente. Os sobrinhos voltam À mansão onde encontram a família Metralha relaxando na piscina com Gizmoduck a servir-lhes limonada. Os meninos roubam o controlo remoto e escapam com Gizmoduck para a prisão.

### parte 5: “Dinheiro a queimar-se”
O problema da caixa-forte que se afundou no oceano não seria problema se todos em Patópolis não fossem de barco para recuperá-la. Felizmente, o Tio Patinhas, Gizmoduck e Bóing usam um submarino e conseguem encontrar a caixa porque Gizmoduck está ligado a um satélite das Indústrias Patinhas Infelizmente, uma nave espacial extraterrestre chega e rouba a caixa. Patinhas, Gizmoduck e Bóing usam um foguete ir procurar o edifício. No espaço, encontram uma planeta governado por robôs que pretendem usar o ouro da caixa-forte para fazer robôs. Patinhas e Gizmoduck tentam fugir, mas impedidos pelo mestre electrônico lider que tira o terno do Gizmoduck revelando a Patinhas que ele é Fenton. Fenton recupera o seu terno e foge com Patinhas, Bóing e a caixa-fore antes que todo o planeta expluda. Na terra, a caixa-forte volta ao seu lugar em Patópolis, movendo a autoestrada para cima da cabina dos Metralhas. Patinhas contrata Gizmoduck como guarda-de-segurança e diz que Fenton mantém o seu emprego. Nessa noite, Fenton tem o seu primeiro encontro com a sua amada, Gandra Dee.

## Curiosidades
- O fim de "Assetatos líquidos", mais precisamente as tentativas dos Metralhas de destruírem a represa, é uma paródia de O pobre pato de Patópolis.
- O nome "Um pato cheio de metal" é uma paródia do filme "Um homem cheio de metal".
- Patrícia apenas aparece em "O Clube dos Irmãos Metralha Bilionários" e não tem nenhuma importância na história.
- O título "O clube dos Irmãos Metralha Bilionários" é uma paródia do filme "O clube dos jovens bilionários".
- Esta foi a primeira aparição de Gandra Dee, Sra. Crackshell, Fenton Crackshell e o alter-hego de Fenton, Gizmoduck.